# Révész Andor
Révész Andor (Galgóc, 1890. október 4. – Madrid, 1970. június 13.) magyar újságíró, író. Az első világháború kitörésekor Spanyolországban telepedett le, munkássága nagyrészt oda köti.

## Élete és munkássága
Zsidó családban született a felvidéki Galgócon. Már hétévesen verset írt honszerző Árpád fejedelemről. Tanár apjának áthelyezése miatt a középiskolát Szombathelyen végezte, Fiuméban olaszul tanult, majd francia nyelvet és irodalmat hallgatott a budapesti és a párizsi egyetemen. Az egyetem elvégzése után a Józsefvárosi Reálgimnáziumban kezdett tanítani német és francia nyelvet, miközben publikált a Nyugat című folyóiratban és külföldi irodalmi lapokban.
1914-ben Párizsba utazott tanulmányútra, ahol megnősült, egy belga lányt vett feleségül. Onnan az első világháború kitörése miatt Spanyolországba menekült. Hamarosan az El Sol című spanyol napilap munkatársa lett, majd fél évszázadon át az ABC című spanyol lap külpolitikai szerkesztője volt.
Madridból a háború idején rendszeresen tudósította a budapesti Az Est című napilapot az akkoriban semleges Spanyolország helyzetéről. Újságírói munkája rendkívül sikeres volt, interjúkat készített egymást követő miniszterelnökökkel és a más államférfiakkal, sőt XIII. Alfonz spanyol királlyal is. Révész tudósításai között hosszabb írás is megjelent arról, hogy Szilárd Béla a madridi egyetem radiológiai tanszékének vezetője lett.
Rendkívüli munkabírás és hatalmas lexikális tudás jellemezte. A lapokban, folyóiratokban megjelent cikkei és a fordítások mellett regényeket, külpolitikai tanulmánykötetek sorát publikálta. Több mint hatvan könyve jelent meg, de sok írása maradt kiadatlan. Munkáit főleg francia és spanyol nyelven írta, cikkein kívül egyetlen nagyobb magyar nyelvű műve ismeretes, a doktori értekezése: A halál gondolata Villon költészetében. 
Irodalmi művei három csoportra oszthatók. Életrajzi regényei igen sikeresek lettek. Megírta Eleonora Duse, a kor rendkívül népszerű olasz színésznőjének életét is, de érdeklődése főleg a nagy hadvezérek és katonapolitikusok felé irányult. A Napólon elleni spanyol függetlenségi háborúban fontos szerepet játszó Wellington-életrajzához Alba akkori hercege írt előszót. A spanyol örökösödési háború fontos alakjának, Marlborough első hercegének életéről szóló munkáját Winston Churchillnek ajánlotta. Kötetet szentelt Ramón María Narváez tábornoknak, a 19. századi spanyol történelem jelentős alakjának Egy liberális diktátor címmel. Legkedvesebb témáját mégis a szerelmi történetek adták: Szerelmes életek című könyve harminckét életrajzi vázlatot foglal magába Kleopátrától a Kaméliás hölgyig.  
Spanyol nyelven írt politikai tárgyú könyvei közül fontos volt az 1917-ben Madridban kiadott Austria-Hungría y la guerra (Ausztria–Magyarország és a háború) című kötete, amellyel a Monarchia mint „békés hatalom”, az európai egyensúly fontos pillére, a mintaszerű nemzetiségi politika példája mellett próbálta meg befolyásolni az első világháborúban semleges Spanyolország közvéleményét. De írt később az oroszországi és a magyar forradalmakról, a Balkánról, a két világháborút magába foglaló időszakról Harminc tragikus esztendő (1914–1945) címmel, majd a hidegháborúról is. 
Néhány regényt is megjelentetett, ezek azonban szerényebb visszhangot váltottak ki. Mint tudósító és előadó, egyetemek és külügyminisztériumok meghívottja, bejárta csaknem az egész világot.

## Utóélete
Munkásságáról Fernando Díez Pérez és Ignacio Szmolka Vida 2015-ben kétnyelvű életrajzi kötetet adott ki a Nemzeti Kulturális Alap és a madridi magyar nagykövetség támogatásával  Révész Andor, egy híd a megosztott Európában címmel. 
.